# Baroh Krueng Kala
Baroh Krueng Kala is een bestuurslaag in het regentschap Aceh Besar van de provincie Atjeh, Indonesië. Baroh Krueng Kala telt 243 inwoners (volkstelling 2010).